# Liga Federal Femenina de Básquetbol 2022
La Liga Federal Femenina de Básquetbol de 2022 (anteriormente Torneo Federal Femenino) fue la octava edición del torneo nacional de clubes de básquet femenino de Argentina organizado por la CABB, y la primera con esta nueva denominación. Contó con la participación de 32 equipos divididos en seis regiones geográficas, que compitieron a lo largo de tres etapas. El campeón fue el club Unión Florida, tras derrotar 72-51 a Pacífico de Neuquén en la final disputada en Mar del Plata.

## Equipos participantes
| Club                                    | Localidad                           | Provincia           | Región        |
| --------------------------------------- | ----------------------------------- | ------------------- | ------------- |
| Vélez Sarsfield                         | CABA                                |                     | Metropolitana |
| Moreno de Quilmes                       | Quilmes                             | Buenos Aires        | Metropolitana |
| Club Atlético Lanús                     | Lanús                               | Buenos Aires        | Metropolitana |
| Unión Florida                           | Florida                             | Buenos Aires        | Metropolitana |
| Wilde Sporting                          | Wilde                               | Buenos Aires        | Metropolitana |
| Centro Galicia                          | Olivos                              | Buenos Aires        | Metropolitana |
| Burzaco FC                              | Burzaco                             | Buenos Aires        | Metropolitana |
| Deportivo Berazategui                   | Berazategui                         | Buenos Aires        | Metropolitana |
| Villa España                            | Berazategui                         | Buenos Aires        | Metropolitana |
| Asociación Española de San Vicente      | San Vicente                         | Buenos Aires        | Metropolitana |
| Peñarol (Mar del Plata)                 | Mar del Plata                       | Buenos Aires        | Metropolitana |
| Caza y Pesca El Biguá                   | Neuquén                             | Neuquén             | Sur           |
| Asociación Deportiva Centenario         | Neuquén                             | Neuquén             | Sur           |
| Pacífico de Neuquén                     | Neuquén                             | Neuquén             | Sur           |
| Gimnasia de Comodoro Rivadavia          | Comodoro Rivadavia                  | Chubut              | Sur           |
| Ferrocarril Patagónico de Puerto Madryn | Puerto Madryn                       | Chubut              | Sur           |
| Federación Deportiva YPF                | Comodoro Rivadavia                  | Chubut              | Sur           |
| Escuela Municipal Cipolletti            | Cipolletti                          | Río Negro           | Sur           |
| Tomás de Rocamora                       | Concepción del Uruguay              | Entre Ríos          | Litoral       |
| Zaninetti                               | Concepción del Uruguay              | Entre Ríos          | Litoral       |
| Talleres                                | Paraná                              | Entre Ríos          | Litoral       |
| Juventud Unida de Gualeguaychú          | Gualeguaychú                        | Entre Ríos          | Litoral       |
| Talleres RPB                            | Villa Gobernador Gálvez             | Santa Fe            | Litoral       |
| Ben Hur                                 | Rosario                             | Santa Fe            | Litoral       |
| Regatas San Nicolás                     | San Nicolás                         | Buenos Aires        | Litoral       |
| Olímpico de La Banda                    | La Banda                            | Santiago del Estero | NEA           |
| Quimsa                                  | Santiago del Estero                 | Santiago del Estero | NEA           |
| San Lorenzo de Tostado                  | Tostado                             | Santa Fe            | NEA           |
| Hércules de Charata                     | Charata                             | Chaco               | NEA           |
| General Paz Juniors                     | Córdoba                             | Córdoba             | Centro        |
| Montmartre                              | San Fernando del Valle de Catamarca | Catamarca           | Centro        |
| Riachuelo de La Rioja (Las Eternas)     | La Rioja                            | La Rioja            | Centro        |

## Modo de disputa
Los equipos se dividieron en zonas geográficas y compitieron entre sí en distintos desarrollos de fase: las zonas Metropolitana 1 y 2, Litoral y Sur jugaron rondas de ida y vuelta, mientras que el NEA compitió a tres rondas y la zona centro realizó un triangular en cada una de sus sedes. Los dos mejores equipos de cada región se clasificaron a la segunda fase, donde realizaron tres cuadrangulares. De estos cuadrangulares, los dos primeros pasaron a una tercera fase con dos triangulares. El ganador de cada uno de estos triangulares avanzó a la final, disputada a partido único en sede neutral.
En cuanto a los planteles, el reglamento estipuló que la plantilla que presentasen los equipos en cada partido tendría que estar conformada por 8 jugadoras mayores y 4 menores de 20 años, mientras que los clubes que participasen a la vez de la Liga Femenina de Básquetbol solo podrían rotar dos jugadoras mayores de 20 años, siendo el resto menores.

## Primera fase

### Zona metropolitana 1
| Equipo                             | Pts | PJ | PG | PP |
| ---------------------------------- | --- | -- | -- | -- |
| Deportivo Berazategui              | 15  | 8  | 7  | 1  |
| Asociación Española de San Vicente | 14  | 8  | 6  | 2  |
| Peñarol (Mar del Plata)            | 13  | 8  | 5  | 3  |
| Burzaco FC                         | 10  | 8  | 2  | 6  |
| Villa España                       | 8   | 8  | 0  | 8  |

|  | Avanza de fase. |

Fuente: UCUweb

### Zona metropolitana 2
| Equipo              | Pts | PJ | PG | PP |
| ------------------- | --- | -- | -- | -- |
| Unión Florida       | 20  | 10 | 10 | 0  |
| Vélez Sarsfield     | 18  | 10 | 8  | 2  |
| Club Atlético Lanús | 16  | 10 | 6  | 4  |
| Centro Galicia      | 14  | 10 | 4  | 6  |
| Wilde Sporting      | 11  | 10 | 1  | 9  |
| Moreno de Quilmes   | 11  | 10 | 1  | 9  |

|  | Avanza de fase. |

Fuente: UCUweb

### Zona sur
| Equipo                                   | Pts | PJ | PG | PP |
| ---------------------------------------- | --- | -- | -- | -- |
| Pacífico de Neuquén                      | 23  | 12 | 11 | 1  |
| Federación Deportiva YPF                 | 21  | 12 | 9  | 3  |
| Caza y Pesca El Biguá                    | 20  | 12 | 8  | 4  |
| Ferrocarril Patagónico                   | 19  | 12 | 7  | 5  |
| Asociación Deportiva Centenario          | 16  | 12 | 4  | 8  |
| Escuela Municipal Cipolletti             | 15  | 12 | 3  | 9  |
| Gimnasia y Esgrima de Comodoro Rivadavia | 13  | 12 | 1  | 11 |

|  | Avanza de fase. |

Fuente: UCUweb

### Zona NEA
| Equipo                 | Pts | PJ | PG | PP |
| ---------------------- | --- | -- | -- | -- |
| San Lorenzo de Tostado | 17  | 9  | 8  | 1  |
| Hércules de Charata    | 14  | 9  | 5  | 4  |
| Quimsa                 | 13  | 9  | 4  | 5  |
| Olímpico de La Banda   | 10  | 9  | 1  | 8  |

|  | Avanza de fase. |

Fuente: UCUweb

### Zona Centro
| Equipo                                | Pts | PJ | PG | PP |
| ------------------------------------- | --- | -- | -- | -- |
| Montmartre                            | 11  | 6  | 5  | 1  |
| Club Atlético Riachuelo (Las Eternas) | 9   | 6  | 3  | 3  |
| Club General Paz Junior               | 7   | 6  | 1  | 5  |

|  | Avanza de fase. |

Fuente: UCUweb

### Zona litoral
| Equipo                             | Pts | PJ | PG | PP |
| ---------------------------------- | --- | -- | -- | -- |
| Regatas                            | 21  | 12 | 9  | 3  |
| Rocamora                           | 21  | 12 | 9  | 3  |
| Ben Hur                            | 21  | 12 | 9  | 3  |
| Talleres (Villa Gobernador Galvez) | 17  | 12 | 5  | 7  |
| Talleres (Paraná)                  | 16  | 12 | 4  | 8  |
| Juventud Unida (Gualeguaychu)      | 16  | 12 | 4  | 8  |
| Zaninetti (C. del Uruguay)         | 14  | 12 | 2  | 10 |

|  | Avanza de fase. |

Fuente: Databasquet

## Segunda fase

### Grupo A
| Equipo      | Pts | PJ | PG | PP |
| ----------- | --- | -- | -- | -- |
| San Lorenzo | 6   | 3  | 3  | 0  |
| Hércules    | 5   | 3  | 2  | 1  |
| Las Eternas | 4   | 3  | 1  | 2  |
| Montmartre  | 3   | 3  | 0  | 3  |

|  | Avanza de fase. |

| 24 de junio | San Lorenzo | 67–60   | Montmartre | Charata (Chaco)    |  |
|             |             |         |            |                    |  |
|             |             | Reporte |            | Pabellón: Hércules |  |

| 24 de junio | Hércules | 64–59   | Riachuelo (Las Eternas) | Charata (Chaco)    |  |
|             |          |         |                         |                    |  |
|             |          | Reporte |                         | Pabellón: Hércules |  |

| 25 de junio | Montmartre | 40–54   | Riachuelo (Las Eternas) | Charata (Chaco)    |  |
|             |            |         |                         |                    |  |
|             |            | Reporte |                         | Pabellón: Hércules |  |

| 25 de junio | Hércules | 55–65   | San Lorenzo | Charata (Chaco)    |  |
|             |          |         |             |                    |  |
|             |          | Reporte |             | Pabellón: Hércules |  |

| 26 de junio | Las Eternas | 56–57   | San Lorenzo de Tostado | Charata (Chaco)    |  |
|             |             |         |                        |                    |  |
|             |             | Reporte |                        | Pabellón: Hércules |  |

| 26 de junio | Hércules | 57–53   | Montmartre | Charata (Chaco)    |  |
|             |          |         |            |                    |  |
|             |          | Reporte |            | Pabellón: Hércules |  |

### Grupo B
| Equipo              | Pts | PJ | PG | PP |
| ------------------- | --- | -- | -- | -- |
| Unión Florida       | 6   | 3  | 3  | 0  |
| Vélez Sarsfield     | 5   | 3  | 2  | 1  |
| Rocamora            | 4   | 3  | 1  | 2  |
| Regatas San Nicolás | 3   | 3  | 0  | 3  |

|  | Avanza de fase. |

| 24 de junio | Vélez Sarsfield | 72–66   | Regatas de San Nicolás | Florida (Vicente López) |  |
|             |                 |         |                        |                         |  |
|             |                 | Reporte |                        | Pabellón: Unión Florida |  |

| 24 de junio | Unión Florida | 70–51   | Tomás de Rocamora | Florida (Vicente López) |  |
|             |               |         |                   |                         |  |
|             |               | Reporte |                   | Pabellón: Unión Florida |  |

| 25 de junio | Tomás de Rocamora | 60–68   | Vélez Sarsfield | Florida (Vicente López) |  |
|             |                   |         |                 |                         |  |
|             |                   | Reporte |                 | Pabellón: Unión Florida |  |

| 25 de junio | Regatas de San Nicolás | 61–77   | Unión Florida | Florida (Vicente López) |  |
|             |                        |         |               |                         |  |
|             |                        | Reporte |               | Pabellón: Unión Florida |  |

| 26 de junio | Tomás de Rocamora | 64–58   | Regatas de San Nicolás | Vicente López (Buenos Aires) |  |
|             |                   |         |                        |                              |  |
|             |                   | Reporte |                        | Pabellón: Unión Florida      |  |

| 26 de junio | Unión Florida | 76–73   | Vélez Sarsfield | Vicente López (Buenos Aires) |  |
|             |               |         |                 |                              |  |
|             |               | Reporte |                 | Pabellón: Unión Florida      |  |

### Grupo C
| Equipo                  | Pts | PJ | PG | PP |
| ----------------------- | --- | -- | -- | -- |
| Pacífico                | 6   | 3  | 3  | 0  |
| Deportivo Berazategui   | 5   | 3  | 2  | 1  |
| Española de San Vicente | 4   | 3  | 1  | 2  |
| Federación              | 3   | 3  | 0  | 3  |

|  | Avanza de fase. |

| 24 de junio | Pacífico | 64–53   | Española de San Vicente | Comodoro Rivadavia   |  |
|             |          |         |                         |                      |  |
|             |          | Reporte |                         | Pabellón: Federación |  |

| 24 de junio | Federación Deportiva | 46–66   | Deportivo Berazategui | Comodoro Rivadavia   |  |
|             |                      |         |                       |                      |  |
|             |                      | Reporte |                       | Pabellón: Federación |  |

| 25 de junio | Deportivo Berazategui | 76–62   | Española de San Vicente | Comodoro Rivadavia   |  |
|             |                       |         |                         |                      |  |
|             |                       | Reporte |                         | Pabellón: Federación |  |

| 25 de junio | Federación Deportiva | 57–78   | Pacífico | Comodoro Rivadavia   |  |
|             |                      |         |          |                      |  |
|             |                      | Reporte |          | Pabellón: Federación |  |

| 26 de junio | Pacífico | 88–74   | Deportivo Berazategui | Comodoro Rivadavia   |  |
|             |          |         |                       |                      |  |
|             |          | Reporte |                       | Pabellón: Federación |  |

| 26 de junio | Federación Deportiva | 51–57   | Española de San Vicente | Comodoro Rivadavia   |  |
|             |                      |         |                         |                      |  |
|             |                      | Reporte |                         | Pabellón: Federación |  |

## Tercera fase

### Grupo D
| Equipo          | Pts | PJ | PG | PP |
| --------------- | --- | -- | -- | -- |
| Pacífico        | 4   | 2  | 0  | 0  |
| San Lorenzo     | 3   | 2  | 1  | 1  |
| Vélez Sarsfield | 2   | 2  | 0  | 2  |

|  | Avanza a la final. |

| 1 de julio | Pacífico | 70–47   | San Lorenzo | Neuquén                 |  |
|            |          |         |             |                         |  |
|            |          | Reporte |             | Pabellón: Viejo Ramírez |  |

| 2 de julio | San Lorenzo | 72–67   | Vélez Sarsfield | Neuquén                 |  |
|            |             |         |                 |                         |  |
|            |             | Reporte |                 | Pabellón: Viejo Ramírez |  |

| 3 de julio | Pacífico | 67–49   | Vélez Sarsfield | Neuquén                 |  |
|            |          |         |                 |                         |  |
|            |          | Reporte |                 | Pabellón: Viejo Ramírez |  |

### Grupo E
| Equipo                | Pts | PJ | PG | PP |
| --------------------- | --- | -- | -- | -- |
| Unión Florida         | 4   | 2  | 0  | 0  |
| Deportivo Berazategui | 3   | 2  | 1  | 1  |
| Hércules              | 2   | 2  | 0  | 2  |

|  | Avanza a la final. |

| 1 de julio | Hércules | 60–92   | Unión Florida | Florida (Vicente López) |  |
|            |          |         |               |                         |  |
|            |          | Reporte |               | Pabellón: Unión Florida |  |

| 2 de julio | Deportivo Berazategui | 70–53   | Hércules | Florida (Vicente López) |  |
|            |                       |         |          |                         |  |
|            |                       | Reporte |          | Pabellón: Unión Florida |  |

| 3 de julio | Unión Florida | 54–53   | Deportivo Berazategui | Florida (Vicente López) |  |
|            |               |         |                       |                         |  |
|            |               | Reporte |                       | Pabellón: Unión Florida |  |

## Final
| 10 de julio, 17hs | Unión Florida | 72–51   | Pacífico de Neuquén | Mar del Plata                          |  |
|                   |               |         |                     |                                        |  |
|                   |               | Reporte |                     | Pabellón: Polideportivo Islas Malvinas |  |

Unión Florida

Campeón

Segundo título